# Lijst van nummer 1-hits in de 3FM Mega Top 50 in 2010
Deze hits stonden in 2010 op nummer 1 in de Mega Top 50, de hitlijst van de Nederlandse radiozender 3FM.
| Datum        | Artiest                       | Titel                       |
| ------------ | ----------------------------- | --------------------------- |
| 2 januari    | The Opposites, Gers & Sef     | Broodje bakpao              |
| 9 januari    | The Opposites, Gers & Sef     | Broodje bakpao              |
| 16 januari   | Owl City                      | Fireflies                   |
| 23 januari   | Caro Emerald                  | A night like this           |
| 30 januari   | Kane                          | No Surrender                |
| 6 februari   | Kane & Carice van Houten      | No Surrender                |
| 13 februari  | Kane & Carice van Houten      | No Surrender                |
| 20 februari  | Caro Emerald                  | A night like this           |
| 27 februari  | Caro Emerald                  | A night like this           |
| 6 maart      | Caro Emerald                  | A night like this           |
| 13 maart     | Caro Emerald                  | A night like this           |
| 20 maart     | Caro Emerald                  | A night like this           |
| 27 maart     | Caro Emerald                  | A night like this           |
| 3 april      | Train                         | Hey, soul sister            |
| 10 april     | Caro Emerald                  | A night like this           |
| 17 april     | Caro Emerald                  | A night like this           |
| 24 april     | Stromae                       | Alors on danse              |
| 1 mei        | Stromae                       | Alors on danse              |
| 8 mei        | Stromae                       | Alors on danse              |
| 15 mei       | Stromae                       | Alors on danse              |
| 22 mei       | Stromae                       | Alors on danse              |
| 29 mei       | Marco Borsato & Guus Meeuwis  | Schouder aan schouder       |
| 5 juni       | Stromae                       | Alors on danse              |
| 12 juni      | Stromae                       | Alors on danse              |
| 19 juni      | Yolanda Be Cool & DCUP        | We no speak Americano       |
| 26 juni      | Yolanda Be Cool & DCUP        | We no speak Americano       |
| 3 juli       | Yolanda Be Cool & DCUP        | We no speak Americano       |
| 10 juli      | Yolanda Be Cool & DCUP        | We no speak Americano       |
| 17 juli      | Yolanda Be Cool & DCUP        | We no speak Americano       |
| 24 juli      | Yolanda Be Cool & DCUP        | We no speak Americano       |
| 31 juli      | Yolanda Be Cool & DCUP        | We no speak Americano       |
| 7 augustus   | Yolanda Be Cool & DCUP        | We no speak Americano       |
| 14 augustus  | Yolanda Be Cool & DCUP        | We no speak Americano       |
| 21 augustus  | Travie McCoy & Bruno Mars     | Billionaire                 |
| 28 augustus  | Swedish House Mafia & Pharrel | One (Your name)             |
| 4 september  | Mohombi                       | Bumpy ride                  |
| 11 september | Cee Lo Green                  | F**k you!                   |
| 18 september | Cee Lo Green                  | F**k you!                   |
| 25 september | Cee Lo Green                  | F**k you!                   |
| 2 oktober    | Bruno Mars                    | Just the way you are        |
| 9 oktober    | Hero                          | Toen ik je zag              |
| 16 oktober   | Bruno Mars                    | Just the way you are        |
| 23 oktober   | Bruno Mars                    | Just the way you are        |
| 30 oktober   | Duck Sauce                    | Barbra Streisand            |
| 6 november   | Duck Sauce                    | Barbra Streisand            |
| 13 november  | Duck Sauce                    | Barbra Streisand            |
| 20 november  | Duck Sauce                    | Barbra Streisand            |
| 27 november  | Lange Frans & Thé Lau         | Zing voor me                |
| 4 december   | Ben Saunders                  | If you don't know me by now |
| 11 december  | Adele                         | Rolling in the deep         |
| 18 december  | Adele                         | Rolling in the deep         |
| 25 december  | Martin Solveig & Dragonette   | Hello                       |